# Ständestaat (Österreich)

Ständestaatswappen: im Vergleich zum Republikwappen Rückgriff auf den kaiserlichen Doppeladler, Ergänzung durch Heiligenschein, Weglassung der Mauerkrone als Symbol des Bürgertums, des Hammers für die Arbeiterschaft und der Sichel für den Bauernstand

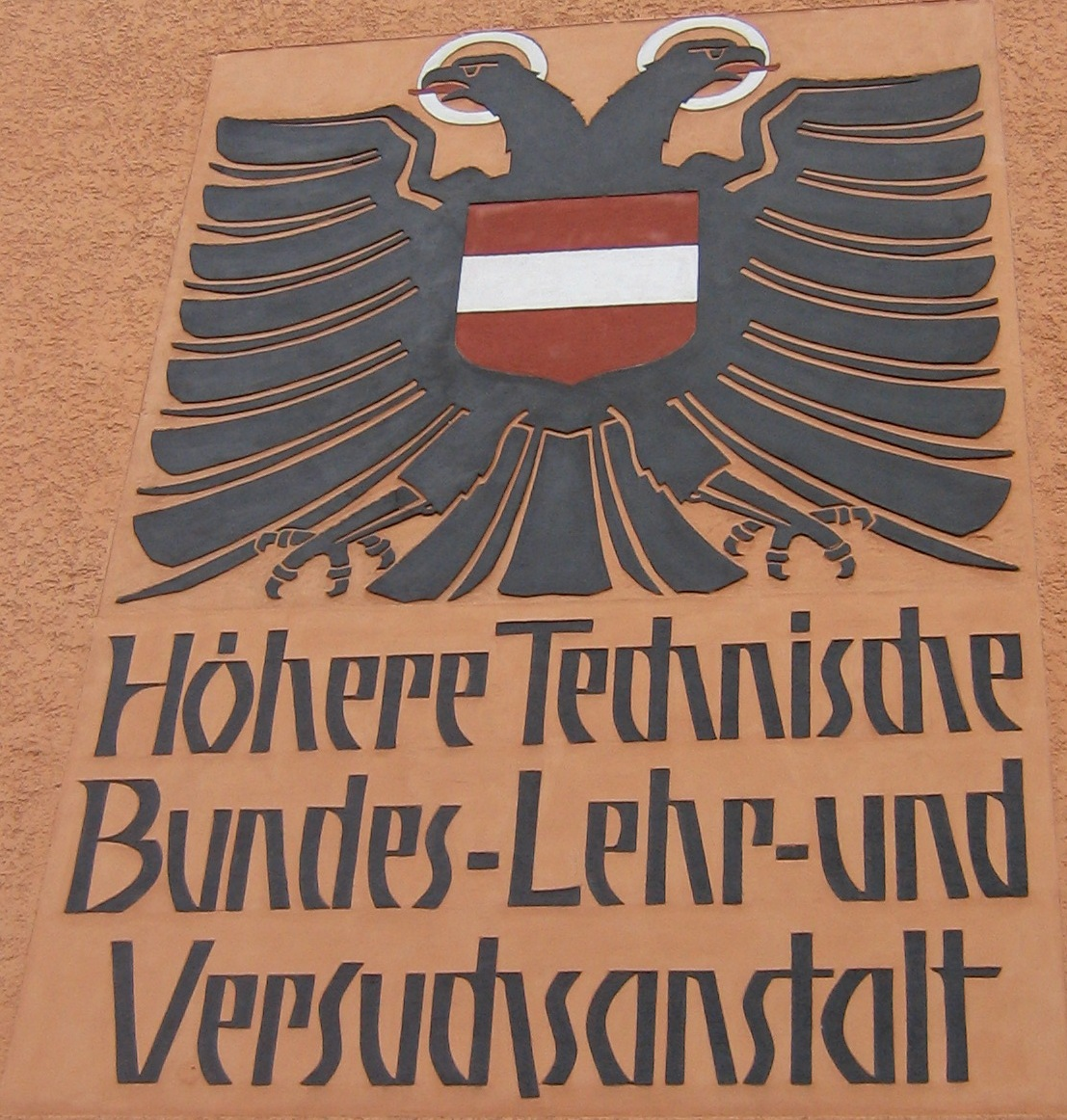
Doppeladler mit Heiligenschein am 1937 eröffneten Gebäude der HTBLuVA Bregenz

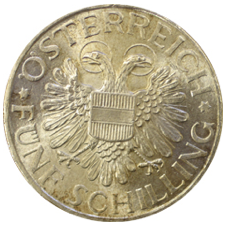
Doppeladler auf der 5-Schilling-Münze von 1934

In Österreich wurde das Konzept Ständestaat von den diktatorischen Regierungen Dollfuß und Schuschnigg und ihren Anhängern zur Benennung der autoritären Staatsform von 1934 bis 1938 verwendet. Offiziell hieß die Republik zwischen der Maiverfassung vom 1. Mai 1934 und dem „Anschluss“ im März 1938 Bundesstaat Österreich, diese Epoche der österreichischen Geschichte wird auch als Austrofaschismus bezeichnet.

## Entwicklung
Eine parlamentarische Geschäftsordnungskrise, ausgelöst durch den Rücktritt aller drei Nationalratspräsidenten am 4. März 1933, nutzte der christlichsoziale Kanzler Engelbert Dollfuß zu einem Staatsstreich. Seine Regierungspropaganda sprach von der „Selbstausschaltung des Parlaments“, in Wirklichkeit verhinderte er aber dessen Wiederzusammentreten. Bundespräsident Wilhelm Miklas blieb trotz Aufforderung untätig.
Bundeskanzler Dollfuß regierte nach der Ausschaltung des Parlaments auf der Basis des Kriegswirtschaftlichen Ermächtigungsgesetzes aus dem Ersten Weltkrieg, das ihm außerordentliche Vollmachten verlieh. Dabei handelte es sich nicht um den ersten Einsatz des Gesetzes nach dem Krieg: Schon die Regierungen in der Zeit von 1918 bis 1920 hatten es genutzt, obwohl damals ein Parlament bestand, und 1932 war es ebenfalls angewendet worden. Er legte den Verfassungsgerichtshof lahm (die regierungsnahen Richter traten geschlossen zurück), um eine Klage der Abgeordneten zu verhindern, und konnte seine Diktatur nach den Februarkämpfen 1934 durch die völlige Ausschaltung der Sozialdemokratie mit Hilfe eines eigens geschaffenen Ermächtigungsgesetzes festigen.
Nach Dollfuß’ Ermordung am 25. Juli 1934 im Zuge des nationalsozialistischen Juliputschversuchs wurde Kurt Schuschnigg Bundeskanzler und damit Führer des Ständestaates. Außenpolitisch lehnte sich der Ständestaat an das faschistische Italien an, das Österreich zunächst gegen die politische und militärische Aggression des NS-Regimes unterstützte. Mit der Annäherung Italiens an Deutschland ab 1936 entfiel dieser Schutz, so dass Schuschnigg schließlich am 11. März 1938 unter deutschem Druck zurücktrat. Dies machte den Weg für den „Anschluss“ frei.

## Organisation des Regimes
Anstelle der Bundesverfassung von 1920 wurde per 1. Mai 1934 eine neue Verfassung (Maiverfassung) erlassen, die vor allem von Otto Ender ausgearbeitet worden war. Es wurde ein „christlich-deutscher Ständestaat“ (es war vom „besseren deutschen Staat“ die Rede) proklamiert, dessen Staatsgewalt von berufsständisch organisierten Kammern ausgehen sollte, die Parlament und Parteien ersetzen sollten.
Der tatsächlich errichtete Ständestaat 1934–38 war jedoch kein Ständestaat im Sinne des Begriffs, sondern höchstens der Versuch, einen solchen zu errichten. In der Zwischenzeit – ob die Bundesregierung subjektiv ernsthaft an der ständestaatlichen Idee festhielt oder nicht, mag offenbleiben – wurde diktatorisch regiert; nicht die Maiverfassung, sondern das Verfassungsgesetz vom 30. April 1934 mit seiner Übertragung, so wörtlich, „insbesondere d[er] Zuständigkeit zur Gesetzgebung des Bundes einschließlich der Verfassungsgesetzgebung“ auf die Bundesregierung bildete die Grundlage des Regierungshandelns.
Für die Staatsreform wurde aber von Schuschnigg explizit Odo Neustädter-Stürmer als Bundesminister mit der sachlichen Leitung der die Gesetzgebung über die berufsständische Neuordnung vorbereitenden Tätigkeit der Bundesministerien betraut (10. September 1934 – 17. Oktober 1935 und 6. November 1936 – 20. März 1937, Kabinette Schuschnigg I und III).
Von den vorgesehenen sieben Kammern – die für den Beginn des maiverfassungsmäßigen Gesetzgebungsverfahrens sämtlich notwendig gewesen wären – wurden nur zwei, die Landwirtschaftskammer und die Kammer für den Öffentlichen Dienst, tatsächlich eingerichtet.
Als Parteiersatz wurde eine Vaterländische Front geschaffen, in der bis 1936 alle Parteien, die nicht verboten worden waren, zusammengefasst wurden – danach wurde jedwede politische Opposition verboten.
Dem Regime standen Sozialdemokraten, Kommunisten, Liberale und Nationalsozialisten feindlich gegenüber. Dies hatte nicht zuletzt mit seinen massiven Versuchen einer Rekatholisierung der der Kirche entfremdeten Arbeiter- und Mittelschichten zu tun (forcierter Kirchenbau in Arbeitervierteln, etwa im Sandleitenhof, institutioneller Druck auf die Jugend via Beichtzettel). Das Regime hatte von Anfang an eine schmale gesellschaftliche Basis.
Die politischen Gegner jeder Couleur wurden verfolgt: Im Jänner 1934 wurde das Anhaltelager Kaisersteinbruch mit der Zuweisung von etwa 70 Häftlingen in Betrieb genommen, der Stand an Angehaltenen betrug Anfang April 629 (516 Nationalsozialisten, 113 Sozialdemokraten und Kommunisten). Mit dem 30. April 1934 räumte man dieses Lager, und der Abtransport der Angehaltenen nach Wöllersdorf wurde verfügt.

## Ideengeschichte
Die Idee eines Ständestaates entwickelte sich in der zweiten Hälfte des 19. Jahrhunderts. Sie hatte eine starke antiliberale Stoßrichtung und war als Protest gegen den im Kapitalismus inhärenten sozialen Abstieg traditioneller Berufsgruppen wie Bauern oder Handwerker entstanden.
In Österreich wurde diese Konzeption von Karl von Vogelsang, einem der Ideengeber der Christlichsozialen Partei, vertreten. In der ersten Hälfte des 20. Jahrhunderts war es vor allem Othmar Spann, der solche Ideen propagierte.
Eine starke Stoßrichtung hatte diese Idee gegen die organisierte Arbeiterbewegung: Arbeitgeber und Arbeitnehmer sollten sich innerhalb der Berufsstände gegenübersitzen, um eine selbstständige und ständeübergreifende Gewerkschaftsbewegung zu verhindern. Die Überwindung des Klassenkampfes war ein vordringliches Ziel der Ständestaatsideologen.
Der österreichische Ständestaat berief sich auf die Enzyklika Quadragesimo anno von Papst Pius XI.
Auf ähnliche Denkmodelle beriefen sich auch das faschistische Italien sowie die autoritären Regimes in Spanien (Franquismus) und Portugal (Estado Novo).
Die Definition des österreichischen Historikers Gerhard Jagschitz fasste 1983 zusammen:

„Der Ständestaat stellt die Summe bürgerlicher Revisions- und Restaurationspolitik gegen das System des November 1918 dar. Seine bestimmenden Faktoren Antimarxismus und Antibolschewismus, Destruktion der parlamentarisch-demokratischen Ordnungsprinzipien, Antiliberalismus und Staatsvorstellungen des politischen Katholizismus mündeten in der Konstruktion eines autoritären, ständisch gegliederten Staates im Rahmen der Maiverfassung des Jahres 1934.“

## Politische Symbole

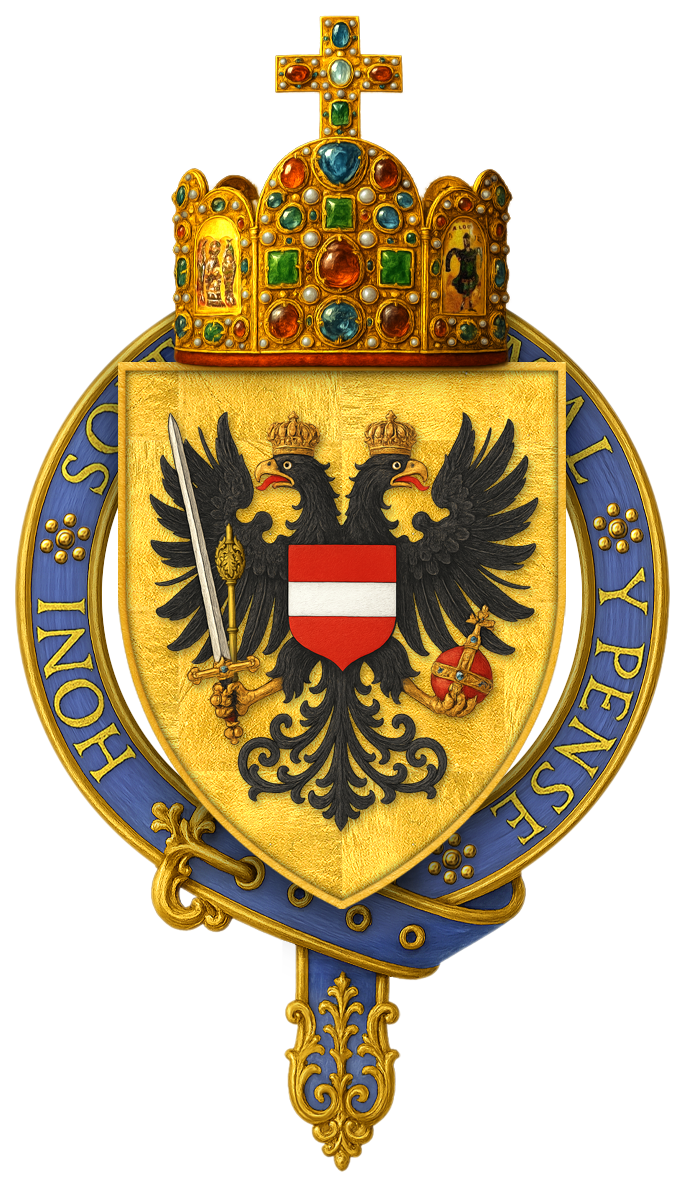
Zum Vergleich: Darstellung des Wappens Kaiser Friedrichs III. (1415–1493)

Die Abgrenzung des Ständestaats sowohl gegen das nationalsozialistischen Deutschland als auch gegen die Republik drückte sich auch auf der symbolischen Ebene aus. Das Kruckenkreuz, Symbol der Vaterländischen Front, wurde als mittelalterliches Symbol – die älteste Darstellung befindet sich auf dem (römisch-deutschen) Reichsschwert – dem Hakenkreuz entgegengesetzt. Die durchgängige Verwendung dieses Propagandasymbols war neu für Österreich.
Der Adler des Ständestaates lehnte sich in Abgrenzung zum einköpfigen, graphisch streng gestalteten Adler des Deutschen Reiches an den Doppeladler des Heiligen Römischen Reiches an. Da der Doppeladler jahrhundertelang in Österreich geführt wurde, seit Habsburger Kaiser des Heiligen Römischen Reiches wurden, wirkte die Rückkehr zu ihm nostalgisch. Dazu passten die Traditionspflege mit Elementen des kaiserlichen Österreich, die Zulassung von Adelstiteln und die teilweise Rückgängigmachung des Habsburgergesetzes.
Das Bundesheer erhielt 1934 (mit Ausnahme der kleinen Luftstreitkräfte) statt der bisher getragenen Uniformen im Stil der Reichswehr solche, die sich stilistisch an die Donaumonarchie anlehnten.